# Volker von Törne
Volker von Törne (* 14. März 1934 in Quedlinburg; † 30. Dezember 1980 in Münster) war ein deutscher Schriftsteller, der bisweilen auch unter dem Pseudonym Waldemar Graf Windei veröffentlichte. Von 1963 bis zu seinem Tod während einer Vortragsreise war er Geschäftsführer der Aktion Sühnezeichen Friedensdienste.

## Leben

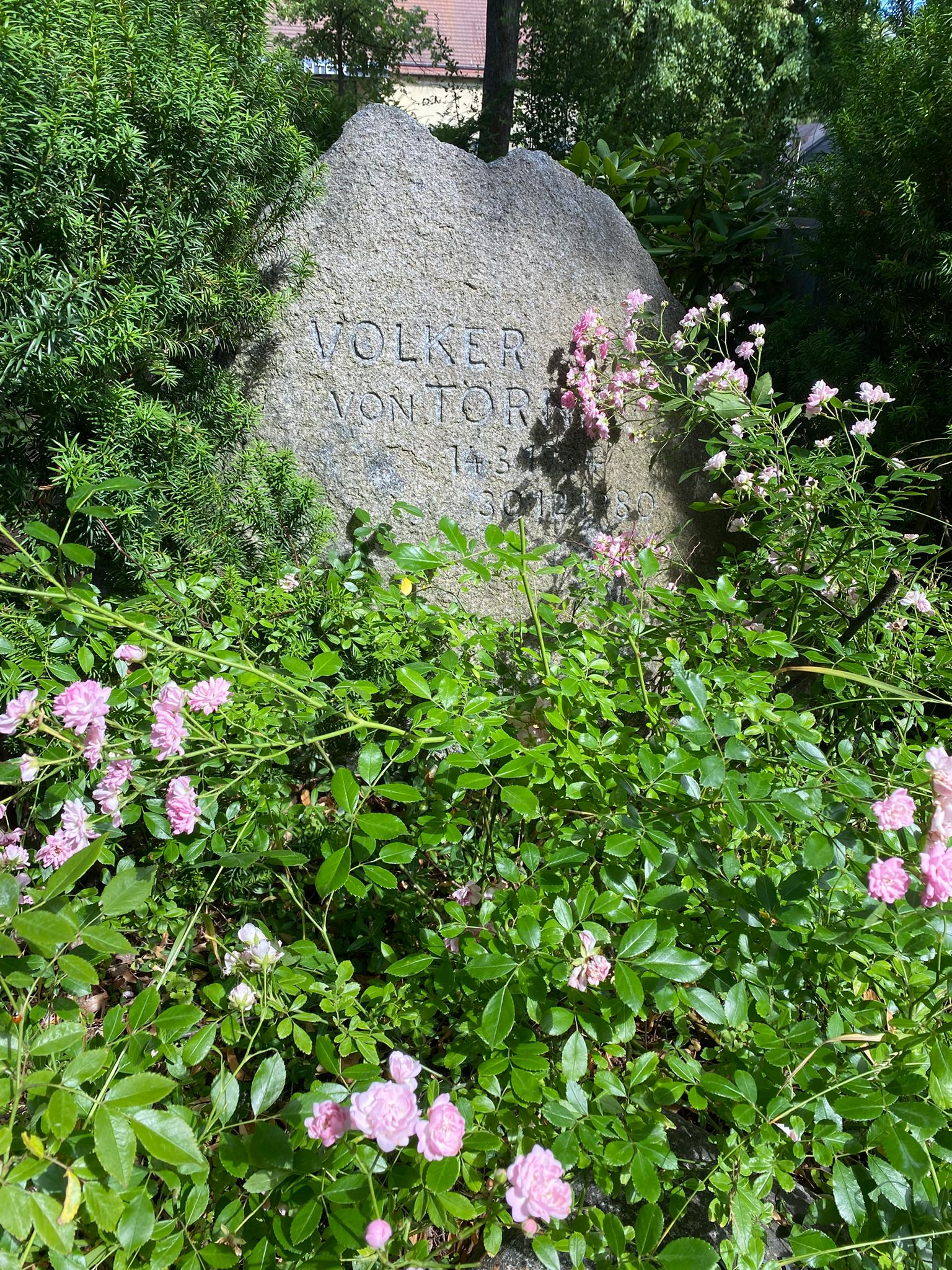
Grabstätte auf dem St.-Annen-Kirchhof

Volker von Törne war der Sohn des SS-Standartenführers Hermann von Törne und seiner Frau Martha. Er ging in Seesen und Gandersheim zur Schule und studierte von 1954 bis 1956 Pädagogik in Braunschweig und ab 1956 das damalige Kombistudium Politik/Wirtschaft/Arbeit an der Hochschule für Arbeit, Politik und Wirtschaft in Wilhelmshaven-Rüstersiel. Er war in Wilhelmshaven Redakteur der Studentenzeitung Zoon Politikon, bis diese 1958 verboten wurde. Danach arbeitete er drei Jahre lang als „Steinhauer, Hoch- und Tiefbauarbeiter in Lutter und Niedeck bei Göttingen“.
Seit 1962 lebte er in Berlin, wo er anfangs Redakteur und Mitarbeiter der Zeitschrift Alternative war und ab 1963 Geschäftsführer der Aktion Sühnezeichen. In dieser Funktion reiste er häufig nach Osteuropa und Israel, wo er sich in Vorträgen für Aussöhnung, Verständigung und Frieden einsetzte.
Volker von Törne wurde am 13. Januar 1981 auf dem Berliner St.-Annen-Kirchhof beigesetzt.

## Leistungen
Sein literarisches Werk besteht zu einem großen Teil aus engagierter Lyrik, nicht selten Sonetten, womit von Törne eine große Kunstfertigkeit offenbart. Obwohl der Autor sich vom Literaturbetrieb weitgehend fernhielt, fand sein Werk sowohl in Deutschland als auch in übersetzter Form im Ausland großen Anklang.

## Werke
- Amtliche Mitteilung. Berlin 1961[3]
- Fersengeld. Fünfundzwanzig Gedichte. Ansgar Skriver, Berlin 1962
- Der Drache fliegt zum Mi-Ma-Mond. München 1964 (zusammen mit Lilo Fromm)
- Nachrichten über den Leviathan. Stierstadt im Taunus 1964 (zusammen mit Uwe Bremer)
- Die Dummheit liefert uns ans Messer. Berlin 1967 (Sonett-Tenzone mit Christoph Meckel)
- Phallobst. Berlin 1968
- Wolfspelz. Gedichte, Lieder, Montagen. Wagenbach, Berlin 1968
- 10 Jahre Aktion Sühnezeichen. Berlin 1968 (zusammen mit Franz von Hammerstein)
- Der Affe will nicht die Freiheit. Berlin 1971 (zusammen mit Irmgard Sedlmeier)
- Thalatta. Berlin 1971 (zusammen mit H. D. Rudolph)
- Volker von Törne. Berlin 1972
- Rezepte für Friedenszeiten. Aufbau, Berlin, Weimar 1973 (zusammen mit Nicolas Born und Friedrich Christian Delius)
- Wenn du einen Drachen hast. Ravensburg 1973 (zusammen mit Lilo Fromm)
- Lagebericht. Kassel 1976 (zusammen mit Christoph Heubner)
- Judenfeindschaft im 19. Jahrhundert. Berlin 1977 (zusammen mit Karl Kupisch und Herman Müntinga)
- Kopfüberhals. Achtundvierzig Gedichte. Wagenbach, Berlin 1979
- Halsüberkopf: Arkadische Tage. Sonettenkranz, allegro molto. Harald Schmid, Berlin 1980
- Im Fahrtwind. Berlin 1980
- Flieg nicht fort, mein weißer Rabe. Berlin 1981
- Im Lande Vogelfrei. Gesammelte Gedichte. Wagenbach, Berlin 1981 (mit einem Nachwort von Christoph Meckel)
- Zwischen Geschichte und Zukunft. Aufsätze, Reden, Gedichte. Aktion Sühnezeichen Friedensdienste, Berlin 1981
- Friedenserklärung. Bremen 1985